# Rage Hard
Rage Hard – singel zespołu Frankie Goes to Hollywood z 1986 roku.

## Ogólne informacje
Był to pierwszy singel zapowiadający drugi album zespołu, Liverpool. Stał się sporym przebojem i osiągnął dość wysokie pozycje na listach.
„Rage Hard” to także pierwszy singel zespołu wydany w postaci kompaktowej i pierwszy, który nie ukazał się na kasecie magnetofonowej.
Tytuł utworu został zaczerpnięty z jednego z wierszy Dylana Thomasa.